# 北海道道591号嘉多山卯原内停車場線
北海道道591号嘉多山卯原内停車場線（ほっかいどうどう591ごう かたやまうばらないていしゃじょうせん）は、北海道網走市内を結ぶ一般道道（北海道道）である。

## 概要

### 路線データ
- 起点：北海道網走市字嘉多山（北海道道104号網走端野線交点）
- 終点：北海道網走市字卯原内（旧国鉄 湧網線 卯原内駅跡）
- 総延長：8.858 km
- 実延長：8.511 km
- 重用延長：0.347 km

### 道路管理者
- オホーツク総合振興局 網走建設管理部 事業課

## 歴史
- 1967年（昭和42年）3月31日 - 路線認定[1]。
- 1987年（昭和62年）9月4日 - 湧網線の廃線に伴い、卯原内駅は廃駅となる。

## 路線状況

### 重複区間
- 国道238号（字卯原内 - 字卯原内〔終点〕）

## 地理

### 通過する自治体
- オホーツク総合振興局
  - 網走市

### 交差する道路
網走市
- 北海道道104号網走端野線 - 字嘉多山（起点）
- 国道238号 - 字卯原内（重複）

### 沿線にある施設など
網走市
- 卯原内郵便局